# Ferrovia Alcantara-Randazzo
La ferrovia Alcantara-Randazzo è una linea ferroviaria della Sicilia, a scartamento ordinario, costruita per collegare Randazzo e l'alta valle dell'Alcantara con la linea costiera jonica Messina-Siracusa. La circolazione fu sospesa nel 1994, la linea fu chiusa nel 2002 e infine dismessa nel 2011 con Decreto Ministeriale n. 389.
Nell'agosto 2017 con la legge n. 128 fu inserita nel primo elenco di ferrovie da classificare come turistiche a tutela dell'integrità del tracciato, per impedirne l'alienazione e un uso diverso da quello ferroviario.
Nel 2022 sono stati avviati i primi lavori per il ripristino a fini turistici, inizialmente fino alla stazione di Motta Camastra.
Il Decreto Interministeriale n. 146 del 17/05/2022, recante attuazione dell'articolo 2, commi 1 e 2 della legge 9 agosto 2017, n. 128 ("Disposizioni per l'istituzione di ferrovie turistiche mediante il reimpiego di linee in disuso o in corso di dismissione situate in aree di particolare pregio naturalistico o archeologico") ha dato piena attuazione alla classificazione turistica della ferrovia Alcantara-Randazzo.

## Storia

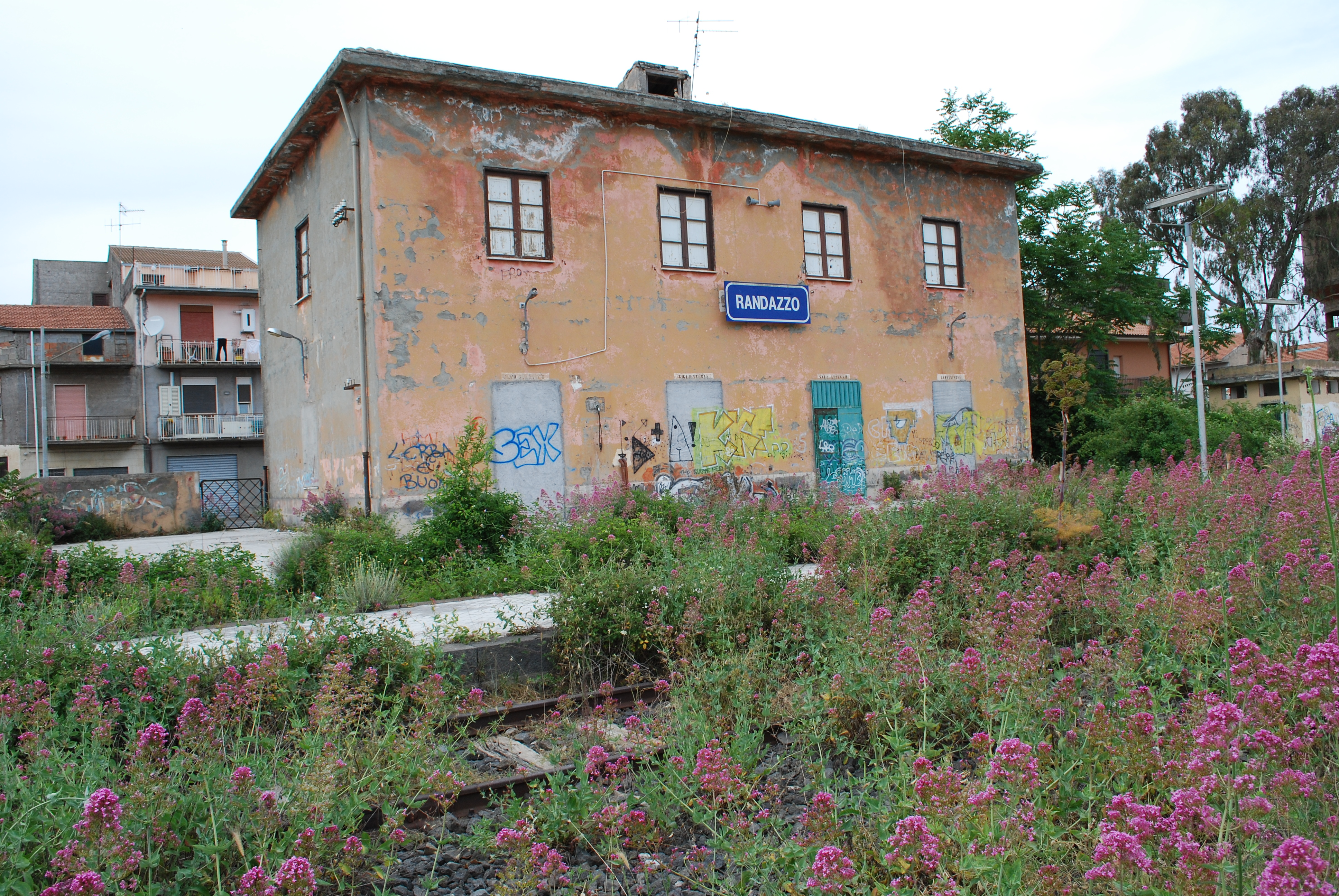
Fabbricato principale della stazione di Randazzo dismesso

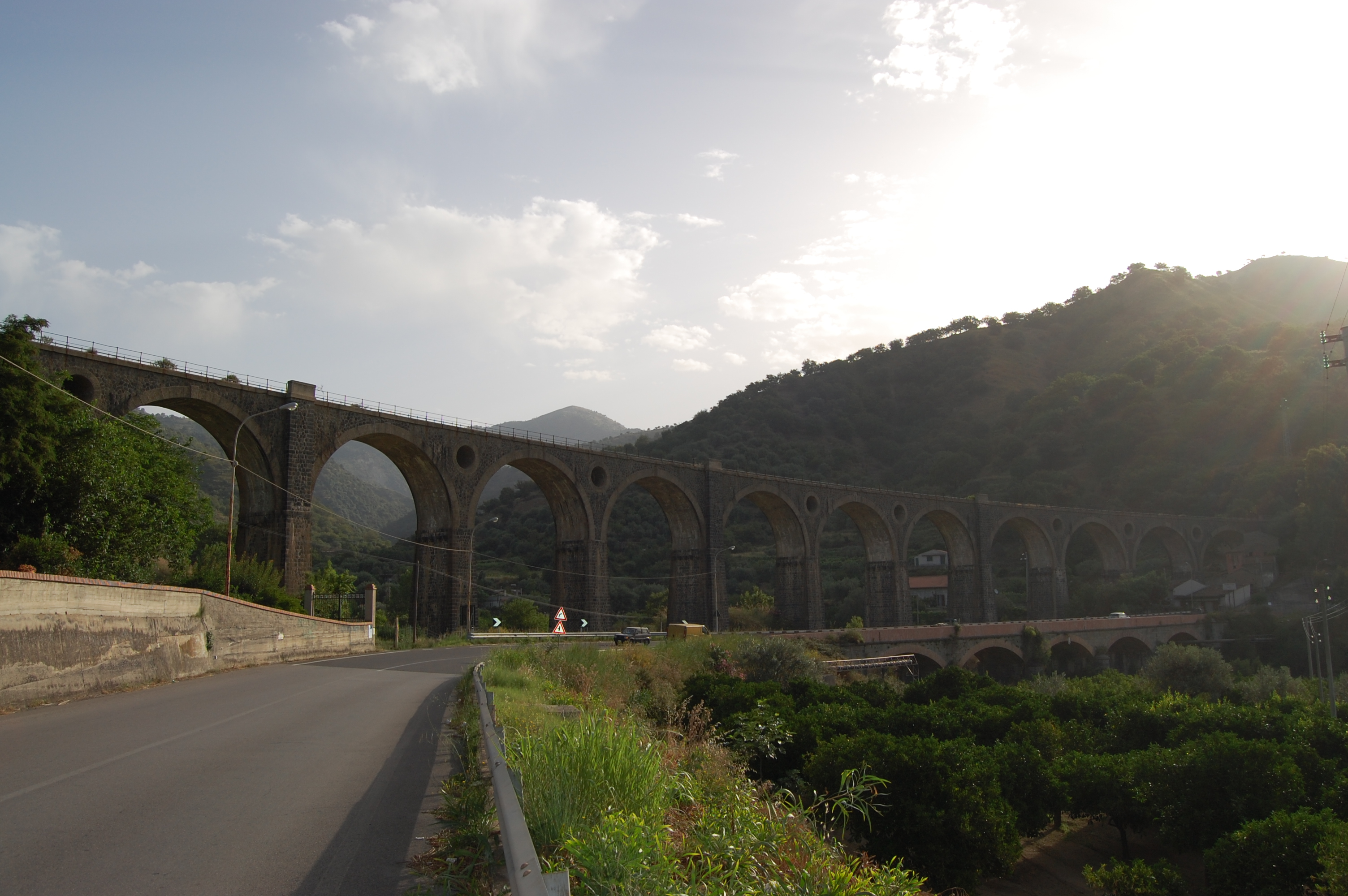
Viadotto ferroviario ad archi Ponte San Cataldo, presso l'omonima contrada di Motta Camastra.

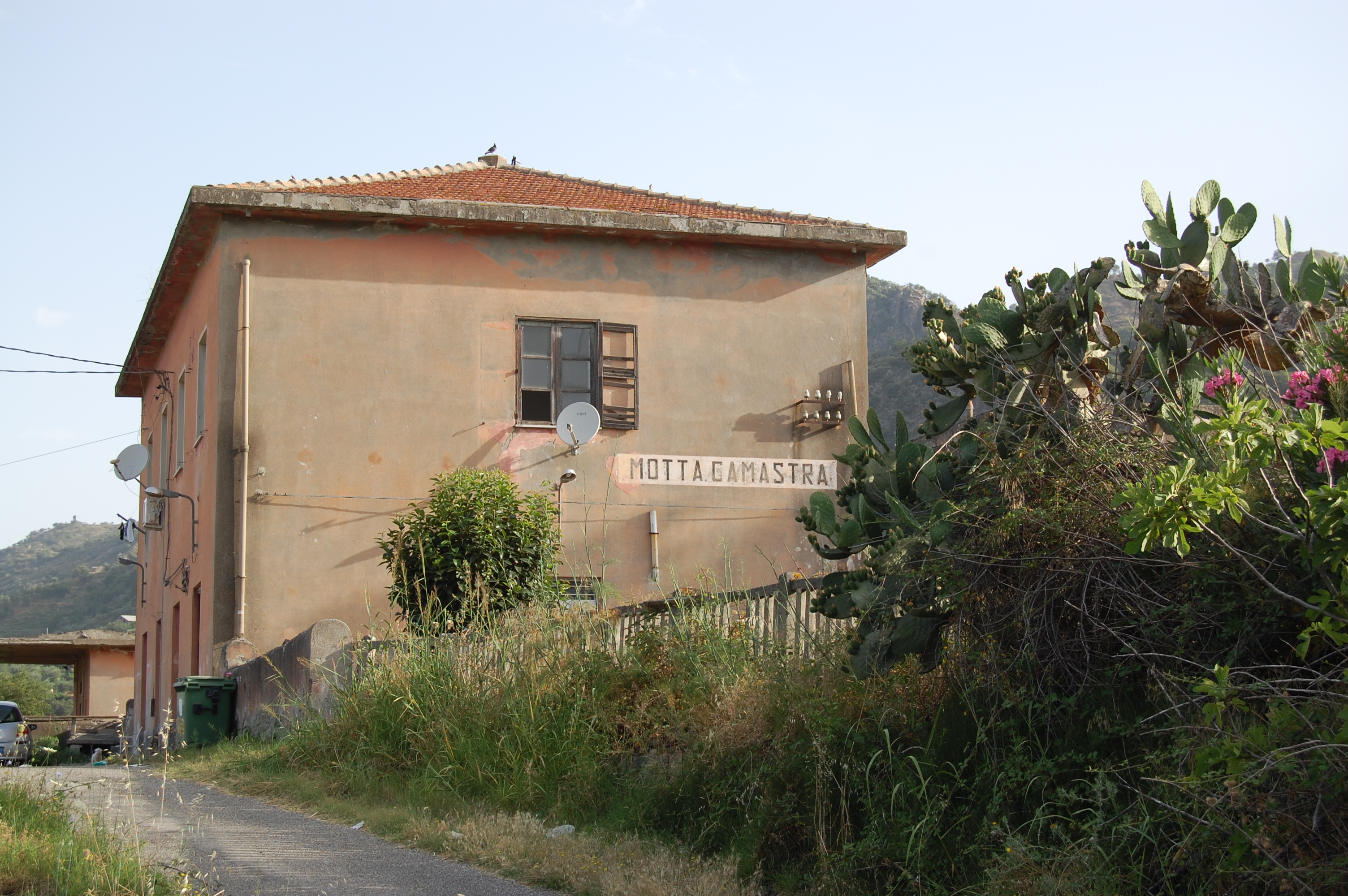
La stazione di Motta Camastra dismessa dal 2011

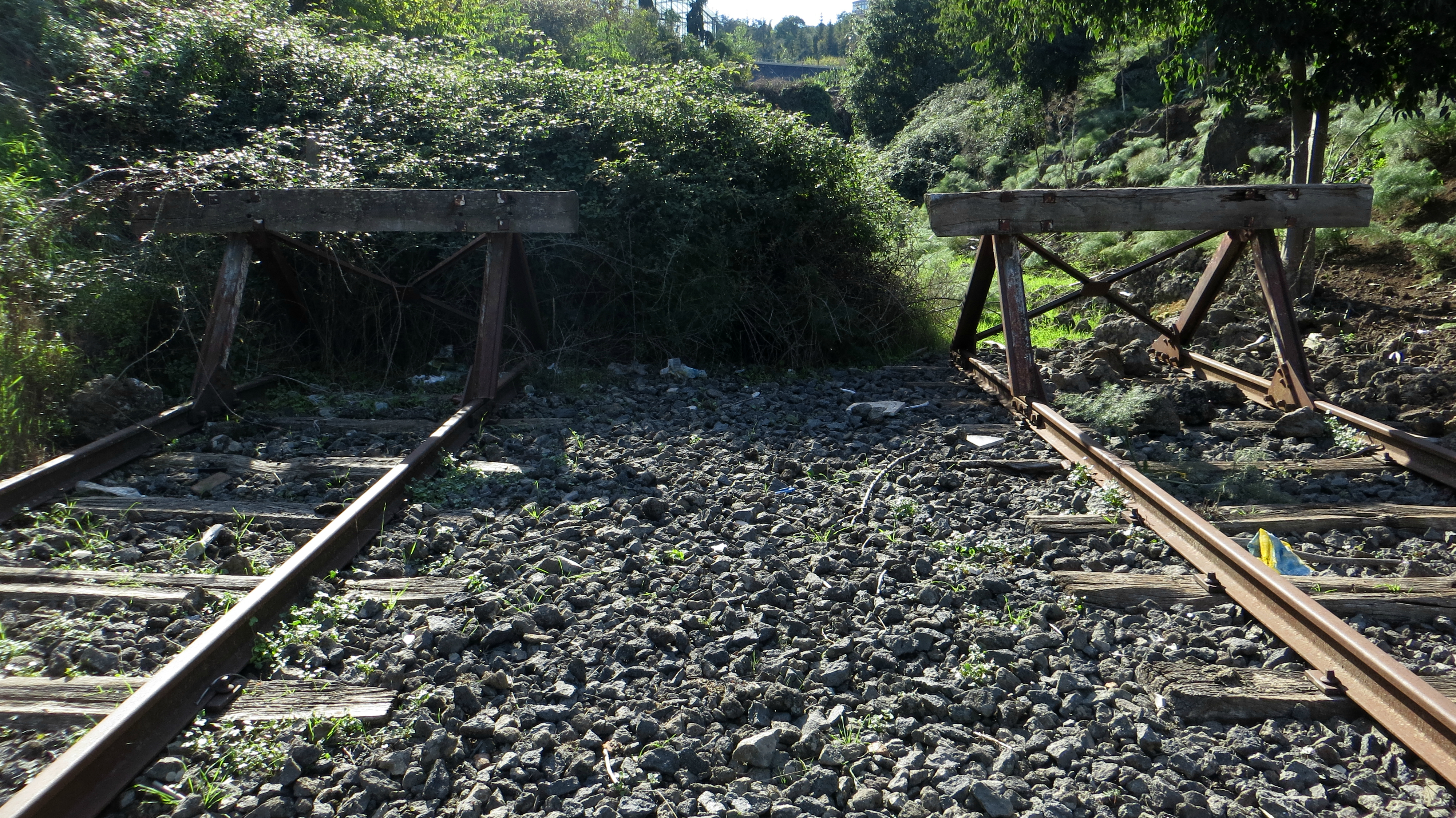
I paraurti che determinano la fine della tratta ferroviaria, la quale sarebbe potuta proseguire verso Nicosia confluendo con la ferrovia Motta Sant'Anastasia-Regalbuto.

Il progetto della ferrovia dell'Alcantara ha radici lontane nel tempo; già nel 1873 la provincia di Messina aveva commissionato un progetto di ferrovia tra Giardini e Leonforte passante appunto per la valle. La ferrovia aveva lo scopo di attirare verso il porto di Messina sia i prodotti del sottosuolo (zolfo) che le molteplici produzioni agricole della Sicilia centrale. Il progetto tuttavia incontrò la dura opposizione dei sostenitori catanesi, appoggiati dal potente politico e più volte ministro Antonino di Sangiuliano, di una linea circumetnea che convogliasse tutto verso il porto di Catania. La linea Circumetnea venne di lì a qualche anno realizzata e il progetto della linea dell'Alcantara dovette segnare il passo.
I lavori di costruzione ebbero inizio soltanto nel 1928 ma già qualche anno dopo avevano subito un completo arresto. Le crisi del periodo e la seconda guerra mondiale poi non permisero alcuna ripresa degli stessi che furono portati avanti nel dopoguerra con poca convinzione al punto che dopo averli conclusi si pensava già di abbandonarli.
L'inaugurazione della linea il 31 maggio 1959 avvenne solo dopo pressanti richieste delle popolazioni e grazie all'impegno di influenti politici locali. La linea fu comunque gestita in stretta economia, con esercizio a Dirigenza Unica e con le sole stazioni di Randazzo e Francavilla di Sicilia messe in grado di svolgere servizio merci. Questo veniva svolto mediante l'uso di locomotive a vapore del gruppo 940 del deposito locomotive di Catania mentre il servizio viaggiatori era svolto con automotrici ALn 56, ALn 772 e successivamente ALn 668 in partenza da Taormina-Giardini Naxos.
Il 18 marzo 1981 un'improvvisa e violenta eruzione dell'Etna in poco tempo tagliò la ferrovia poco più ad est di Randazzo interrompendo anche la ferrovia Circumetnea e la strada statale. La linea rimase interrotta con trasbordo da Randazzo a Moio Alcantara che divenne capolinea provvisorio del servizio ferroviario. Mentre la FCE riattivò la sua linea ferrata nel giro di poche settimane con una variante posta sopra la lava ancora fumante le FS solo nel 1983 riaprirono la linea con la costruzione di una variante di circa 3 km in trincea. Nonostante un certo traffico locale e pendolare e pur rappresentando l'unico collegamento pubblico veloce della valle il servizio ferroviario ha subito l'interruzione per tutto il periodo estivo di ogni anno e la riduzione sistematica delle corse offerte. Inoltre non è mai stata realizzata alcuna fermata in corrispondenza delle famose gole dell'Alcantara, in località Fondaco Motta, pur passando la ferrovia a pochi metri dalle stesse.

### Sospensione e chiusura
Nel 1994 la linea venne sospesa per lavori di ammodernamento, tra la stazione di Alcantara e Randazzo; vennero automatizzati tutti i passaggi a livello (che erano precedentemente custoditi), furono eliminati tutti i segnali semaforici e gli scambi, trasformando in fermate impresenziate tutte le stazioni della linea. Fu anche  creata la fermata "Gole Alcantara", istituendo infine il regime di circolazione a spola. La linea però, nonostante tutti i lavori eseguiti non fu più riaperta all'esercizio.
Tra il 1995 e il 1996 furono organizzati alcuni treni speciali a vapore con carrozze d'epoca, che percorsero la linea (già chiusa) per cercare di promuovere la riapertura e la possibile valorizzazione della tratta a scopo turistico.
Tuttavia, nel 2002 fu emanato un provvedimento definitivo di chiusura e presentata, il 1º agosto dello stesso anno, al ministero una dichiarazione di rinuncia alla concessione dell'esercizio della linea. L'11 novembre del 2011, facendo seguito all'istanza presentata dall'amministratore delegato di RFI, sentiti i pareri del Ministero della difesa e del Ministero dell'Economia e delle Finanze e avuta la riconferma del proposito di rinuncia da parte di RFI (del 12 settembre 2011) il Ministro delle infrastrutture e dei trasporti Altero Matteoli emanò il DM 389 con cui autorizzava la dismissione definitiva della linea e delle sue infrastrutture.

### Dopo la dismissione
Nel mese di ottobre 2016 nacque l'associazione Ferrovia Valle Alcantara, con l'obiettivo statutario principale della sensibilizzazione degli Enti locali alla riapertura della ferrovia, ponendo maggiormente l'accento sulle potenzialità che la linea presentava in previsione di una possibile futura riapertura al traffico turistico sotto la gestione della Fondazione FS.
Il 2 agosto 2017 il Senato della Repubblica approvò in via definitiva una legge sull'istituzione di ferrovie turistiche individuando in prima battuta 18 linee in tutta Italia, da classificare come turistiche tra cui anche la ferrovia Alcantara-Randazzo.
Nel marzo 2022, mediante un finanziamento di 15 milioni del PNRR, furono avviati dei lavori propedeutici al parziale recupero ad uso turistico fino alla stazione di Francavilla di Sicilia, passati ad una seconda fase di ripristino effettivo nel novembre 2022.
Durante la primavera 2023, in occasione del completamento dei primi lavori sui 3 km iniziali della linea, iniziarono a circolare i mezzi da cantiere sul nuovo armamento composto da rotaie 60E1 (60 kg/m) e traverse RFI 230 con attacco Pandrol.
Durante l'estate e l'autunno 2023 si completò il disboscamento della linea fino a Motta Camastra e su buona parte del tratto Motta Camastra-Francavilla.
Nello stesso periodo fu asportato il vecchio binario tra il km 3 e la stazione di Graniti posta intorno al km 7,6.
A partire da marzo 2024 ebbe inizio la manutenzione delle opere civili (bonifica e ricompattazione corpo stradale ferroviario, risagomatura rilevati, manutenzione ponti e gallerie, costruzione nuova fermata Gole Alcantara), suddivisa in due lotti, una tra il km 3 e la stazione di Graniti ed una tra la stazione di Graniti e quella di Motta Camastra; è previsto il completamento dei lavori entro il 2026.
È allo studio il prolungamento del ripristino oltre la stazione di Motta Camastra verso Francavilla di Sicilia e Randazzo.

## Percorso e caratteristiche
| Continuation backward |

| Station on track |

| Unknown route-map component "ABZgl" | Unknown route-map component "CONTfq" |

| Stop on track |

| Unknown route-map component "hSTRae" |

| Enter and exit tunnel |

| Stop on track |

| Enter and exit tunnel |

| Stop on track |

| Stop on track |

| Enter and exit tunnel |

| Unknown route-map component "hSTRae" |

| Station on track |

| Unknown route-map component "exhKRZWae" |

| Unknown route-map component "exHST" |

| Unknown route-map component "exhKRZWae" |

| Unknown route-map component "exHST" |

| Unknown route-map component "exhKRZWae" |

| Unknown route-map component "exHST" |

| Unknown route-map component "exSTR" | Unknown route-map component "CONT1+f" |

| Unknown route-map component "exBHF" | Station on track |

| Unknown route-map component "exLCONTf" | Unknown route-map component "CONT2+g" |

La linea venne costruita a semplice binario per tutto il suo percorso ed esercita con automotrici termiche e con trazione a vapore per i treni merci. Per il ricovero e l'accudienza delle locomotive venne costruita una rimessa locomotive con un binario coperto, con annesso un piccolo dormitorio per il personale, a Randazzo. Le stazioni, rette da assuntore, erano tutte di fermata per tutti i treni. Furono tutte munite di segnalamento semaforico ad ala di 1 categoria ma sin dall'inizio vennero tutti disattivati eccetto quelli di Francavilla e di Randazzo.
In ragione del fatto che la linea attraversava essenzialmente zone agricole e boschive coltivate fu interessata da numerosi passaggi a livello parte custoditi e parte incustoditi. Nel tratto più a valle vennero costruite alcune gallerie ed alcuni viadotti in muratura a varie arcate. La stazione terminale, Randazzo, venne costruita già passante in funzione di un previsto prolungamento della ferrovia verso l'alta valle del Simeto, mai realizzato.
La stazione, pur quasi confinante con la stazione FCE di Randazzo (le due linee si affiancano sul passaggio a livello posto all'uscita est delle due stazioni), non ebbe mai alcun collegamento per promuovere l'interscambio di viaggiatori; le barriere architettoniche interposte obbligavano ad un lunghissimo giro a piedi di circa un km pur distando le due stazioni solo 150 m in linea d'aria. Tutte le stazioni e i loro impianti sono attualmente in stato di abbandono.
Per la circolazione dei treni venne adottato sin dall'inizio il regime di circolazione a Dirigenza Unica abilitando agli incroci soltanto la stazione di Francavilla di Sicilia, oltre alle due estreme di Randazzo e Alcantara.

### Caratteristiche tecniche
Percorso antecedente alla chiusura.
- Lunghezza tratta propria: 37,040 km
- Pendenza massima: 26 per mille
- Raggio minimo di curvatura: 300 m
- Velocità massima: 70/75 km/h
- Armamento: binari da 36 kg/m (eccetto alcuni brevi tratti con rotaie 50 UNI dal 1983);
- Traversine: in legno (eccetto tratto in variante dopo la colata lavica)
- Deviatoi immobilizzati (dall'origine) in tutte le stazioni eccetto in quelle di Randazzo, Francavilla e Alcantara.
- Segnalamento: di 1 categoria con segnale di avviso accoppiato solo ad Alcantara, Francavilla e Randazzo.

Al termine dei lavori di ripristino i primi 13 km, a partire da Alcantara, saranno armati con rotaie 60 UNI e traverse in CAP.

### Percorso
La ferrovia ha il primo tratto, a semplice binario, Taormina-Alcantara comune alla ferrovia Messina-Siracusa. Dal primo binario della stazione di Alcantara, posta nei pressi della foce dell'omonimo fiume ha origine il percorso, quasi tutto in salita, che inizia con un'ampia curva disponendosi parallelo al fiume Alcantara di cui segue il percorso. La prima stazione raggiunta è Gaggi, quindi Graniti e, passando a pochi metri dalle Gole dell'Alcantara (in località Fondaco Motta, dove nella prima metà degli anni novanta è stata realizzata una banchina, mai utilizzata) la stazione di Motta Camastra posta ai piedi del contrafforte roccioso su cui sorge l'abitato. La linea poi, scavalcando per ben tre volte il fiume San Paolo (affluente dell'Alcantara), affronta una galleria e un tornante che ne fa ruotare di 180° il percorso aumentando di quota per raggiungere la stazione di Francavilla di Sicilia; prosegue, scavalcando l'Alcantara, per la stazione di Castiglione di Sicilia (lontana dall'abitato) raggiungendo Moio Alcantara. All'uscita viene affrontato un altro viadotto sull'Alcantara dirigendosi verso la fermata impresenziata di San Teodoro (soppressa del tutto alla fine degli anni '70) e infine arriva a Randazzo, dopo essersi affiancata alla Ferrovia Circumetnea, terminando la corsa in un ampio piazzale.